# کوچوایا
کوچوایا (به لاتین: Kochevaya) یک منطقهٔ مسکونی در روسیه است که در استان آستراخان واقع شده‌است.